# Гермітаж (Арканзас)
Гермітаж (англ. Hermitage) — місто (англ. city) в США, в окрузі Бредлі штату Арканзас. Населення — 525 осіб (2020).

## Географія
Гермітаж розташований на висоті 56 метрів над рівнем моря за координатами 33°26′53″ пн. ш. 92°10′18″ зх. д. / 33.44806° пн. ш. 92.17167° зх. д. (33.447964, -92.171628).  За даними Бюро перепису населення США в 2010 році місто мало площу 2,95 км², уся площа — суходіл. В 2017 році площа становила 2,79 км², уся площа — суходіл.

## Демографія
Згідно з переписом 2010 року, у місті мешкало 830 осіб у 272 домогосподарствах у складі 190 родин. Густота населення становила 281 особа/км².  Було 383 помешкання (130/км²). 
Расовий склад населення:
| - 34,9 % — білих - 28,6 % — чорних або афроамериканців - 3,5 % — корінних американців - 0,1 % — азіатів - 30,6 % — осіб інших рас |

До двох чи більше рас належало 2,3 %. Іспаномовні складали 42,0 % від усіх жителів.
За віковим діапазоном населення розподілялося таким чином: 31,8 % — особи молодші 18 років, 60,7 % — особи у віці 18—64 років, 7,5 % — особи у віці 65 років та старші. Медіана віку мешканця становила 25,6 року. На 100 осіб жіночої статі у місті припадало 96,2 чоловіків;  на 100 жінок у віці від 18 років та старших — 99,3 чоловіків також старших 18 років.
Середній дохід на одне домашнє господарство  становив 21 505 доларів США (медіана — 16 250), а середній дохід на одну сім'ю — 21 171 долар (медіана — 14 000). За межею бідності перебувало 67,5 % осіб, у тому числі 83,1 % дітей у віці до 18 років та 23,2 % осіб у віці 65 років та старших.
Цивільне працевлаштоване населення становило 193 особи. Основні галузі зайнятості: освіта, охорона здоров'я та соціальна допомога — 23,8 %, роздрібна торгівля — 17,6 %, будівництво — 15,0 %, сільське господарство, лісництво, риболовля — 13,0 %.
За даними перепису населення 2000 року в Гермітажі проживало 769 осіб, 142 родини, налічувалося 219 домашніх господарств і 361 житловий будинок. Середня густота населення становила близько 256 осіб на один квадратний кілометр. Расовий склад Гермітажа за даними перепису розподілився таким чином: 45,25% білих, 30,30% — чорних або афроамериканців, 0,26% — корінних американців, 0,13% — азіатів, 1,56% — представників змішаних рас, 22,50% — інших народів. Іспаномовні склали 27,57% від усіх жителів міста.
З 219 домашніх господарств в 42,9% — виховували дітей віком до 18 років, 40,2% представляли собою подружні пари, які спільно проживали, в 26,1% сімей жінки проживали без чоловіків, 28,4% не мали сімей. 24,5% від загального числа сімей на момент перепису жили самостійно, при цьому 11,5% склали самотні літні люди у віці 65 років та старше. Середній розмір домашнього господарства склав 2,95 особи, а середній розмір родини — 3,51 особи.
Населення міста за віковим діапазоном за даними перепису 2000 року розподілилося таким чином: 36,8% — жителі молодше 18 років, 14,2% — між 18 і 24 роками, 26,0% — від 25 до 44 років, 13,9% — від 45 до 64 років і 9,1% — у віці 65 років та старше. Середній вік мешканця склав 24 роки. На кожні 100 жінок в Гермітажі припадало 94,7 чоловіків, у віці від 18 років та старше — 91,3 чоловіків також старше 18 років.
Середній дохід на одне домашнє господарство в місті склав 18 438 доларів США, а середній дохід на одну сім'ю — 24 792 долара. При цьому чоловіки мали середній дохід в 21 136 доларів США на рік проти 17 500 доларів середньорічного доходу у жінок. Дохід на душу населення в місті склав 10 571 долар на рік. 34,8% від усього числа сімей в окрузі і 39,3% від усієї чисельності населення перебувало на момент перепису населення за межею бідності, при цьому 51,0% з них були молодші 18 років і 18,1% — у віці 65 років та старше.

## Транспорт
Через Гермітаж проходить залізнична гілка Fordyce and Princeton Railroad. Магістраль має в довжину майже 71 кілометр, побудована між населеними містами Тінсман — Кроссетт та проходить через населені пункти Бенкс, Кренні, Гермітаж, Інголс, Вік, Брод, Емері та Вітлоу.